# Budihal, Gokak
Budihal là một làng thuộc tehsil Gokak, huyện Belgaum, bang Karnataka, Ấn Độ.